# Ugni
Ugni ist ein Pflanzen-Gattung aus der Familie der Myrtengewächse (Myrtaceae), die etwa vier Arten umfasst. Der wissenschaftliche Name ist von Uñi, dem Mapuche-Namen für Ugni molinae abgeleitet. 

## Beschreibung
Es handelt sich um immergrüne, kleine Bäume oder Sträucher oft von heidekrautartiger Gestalt (erikoid). Die kleinen, ei- bis lanzettförmigen, dunkelgrünen, kreuzgegenständig angeordneten Laubblättern weisen eine Länge von 1 bis 4 cm und eine Breite 0,2 bis 2,5 cm auf. 
Die einzeln stehenden Blüten sind meist fünfzählig, manchmal auch vierzählig. Die Kronblätter sind weiß bis zart purpurfarben. Die Staubblätter sind zahlreich (20 bis 40) mit kurzen Staubfäden. Der unterständige Fruchtknoten ist dreikammerig. Die Früchte sind mehr oder weniger kugelförmige Beeren, die eine größere Anzahl Samen enthalten.

## Verbreitung
Alle Arten dieser Gattung sind im westlichen Süd- und Mittelamerika heimisch, vom südlichen Mexiko bis in den Valdivianischen Regenwald des südlichen Chile.

## Systematik
Die Arten dieser Gattung wurde früher oft entweder in Eugenia oder in Myrtus eingeordnet. Die wesentlichen Unterscheidungsmerkmale sind die hängenden Blüten und Staubblätter, die kürzer als die Kronblätter sind. Es gibt vier Arten:
- Ugni candollei O.Berg: Die Heimat reicht von der chilenischen Region VII bis X.
- Chilenische Guave (Ugni molinae Turcz.): Die Heimat reicht von der chilenischen Region VI bis X und angrenzenden Gebieten in Argentinien.
- Ugni myricoides O.Berg: Süd-Mexiko, Mittelamerika bis Bolivien, Venezuela, Nord-Brasilien.[2]
- Ugni selkirkii O.Berg: Sie ist ein Endemit der Insel Robinson Crusoe des Juan Fernández Archipels.[2]